# Chiesa dei Santi Nicolò e Domenico
La chiesa di San Domenico è stata la chiesa dell'Ordine domenicano a Imola. Dopo esser stata chiesa priorale, oggi è una chiesa parrocchiale.

## Storia
Il primo convento domenicano a Imola data dalla metà del XIII secolo. I frati si insediarono in una zona a pochi isolati dalla via Emilia, dove si trovava una cappella dedicata a San Nicolò citata già in fonti del 1161.
La costruzione della chiesa e del complesso conventuale annesso, avviata nel 1280, fu completata nel 1374. Il chiostro rinascimentale è datato 1480, mentre nel XVI secolo proseguirono i lavori di trasformazione del complesso, interessando i locali della biblioteca, del dormitorio e di altri ambienti della vita comunitaria, mentre nel 1638 fu eretta la cappella della Madonna del Rosario in stile barocco.
Nel 1797 il convento fu vittima delle spoliazioni dei rivoluzionari francesi. La struttura fu requisita. Nella seconda metà del XX secolo il Comune destinò i locali a sede di un museo con annessa pinacoteca.
Nel 1981 ha cessato di essere sede parrocchiale.
Dal 1º ottobre 1998 l'edificio conventuale è di totale proprietà del Comune di Imola, che dal 2011 lo ha adibito a museo e pinacoteca.

## Descrizione
L'edificio originale fu costruito in stile gotico. L'aspetto attuale è settecentesco: della chiesa originaria rimangono: il portone in facciata (del 1340, opera di Jacopo da Certo) e l'abside. L'edificio è circondato da un piccolo giardino.
L'interno ha una sola navata e conserva l'aspetto rococò molto ricco di decorazioni. Sono conservate alcune opere di grande valore, come il Martirio di sant'Orsola di Ludovico Carracci e alcune tele rappresentanti le Storie di san Domenico di Giandomenico Ferretti, una delle prime opere del pittore fiorentino, allora allievo dell'imolese Francesco Chiusuri. Cinque statue in terracotta sono del fiammingo Francesco Janssens.
Tra 1996 e 2001 il complesso chiesa-convento è stato oggetto di importanti lavori di restauro, che ne hanno restituito e valorizzato l'aspetto barocco. Durante i lavori sono emersi i resti di una domus romana, subito denominata "la domus del rasoio".